# Maico 125 RS
Die Maico 125 RS war ein Rennmotorrad der Maico Fahrzeugfabrik in Pfäffingen, das von 1968 bis 1976 bei Motorradrennen eingesetzt wurde. Mit 146 verkauften Exemplaren war das für Privatfahrer auch international voll konkurrenzfähige Rennmotorrad das meistverkaufte Modell in seiner Rennklasse.

## Geschichte und Technik

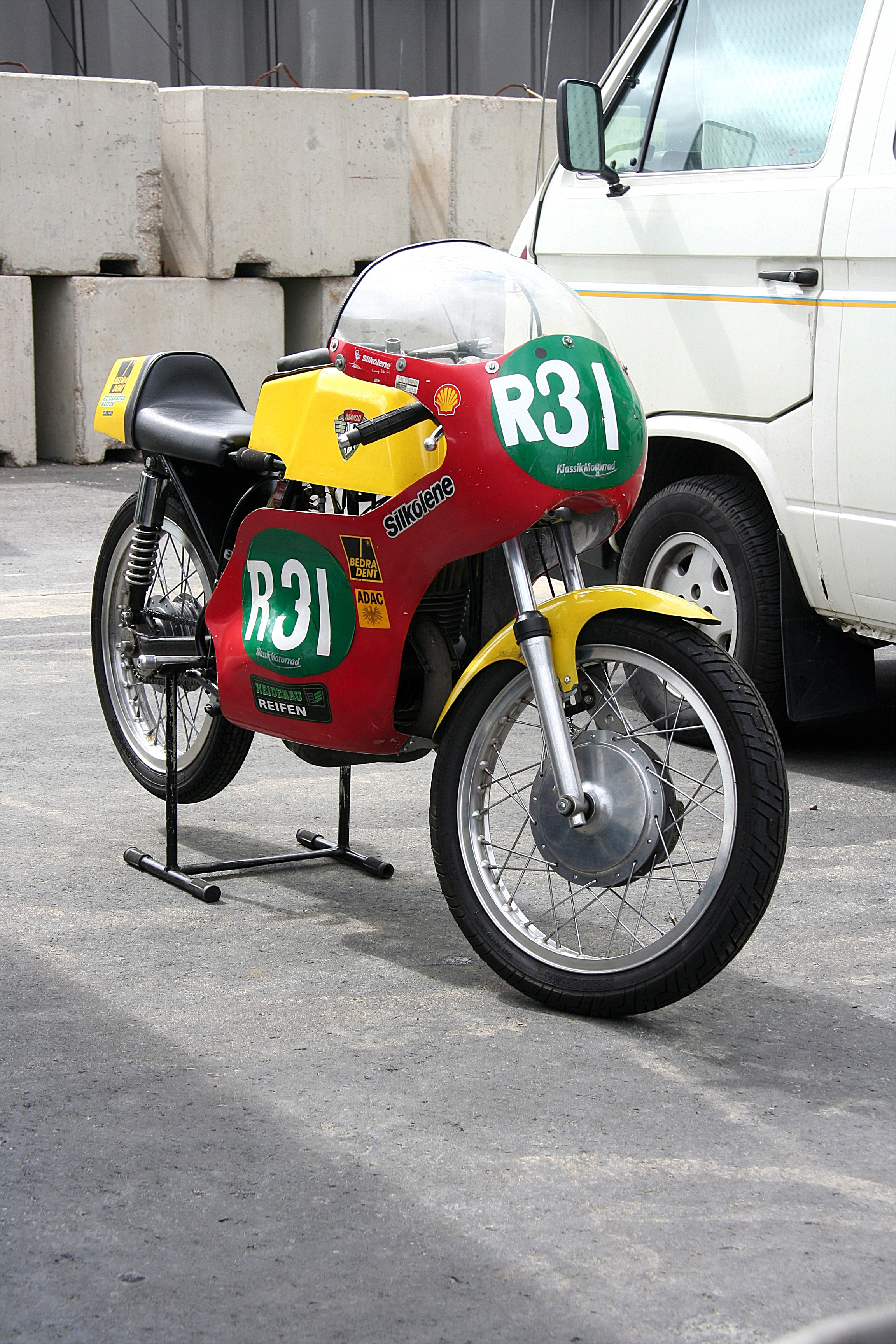
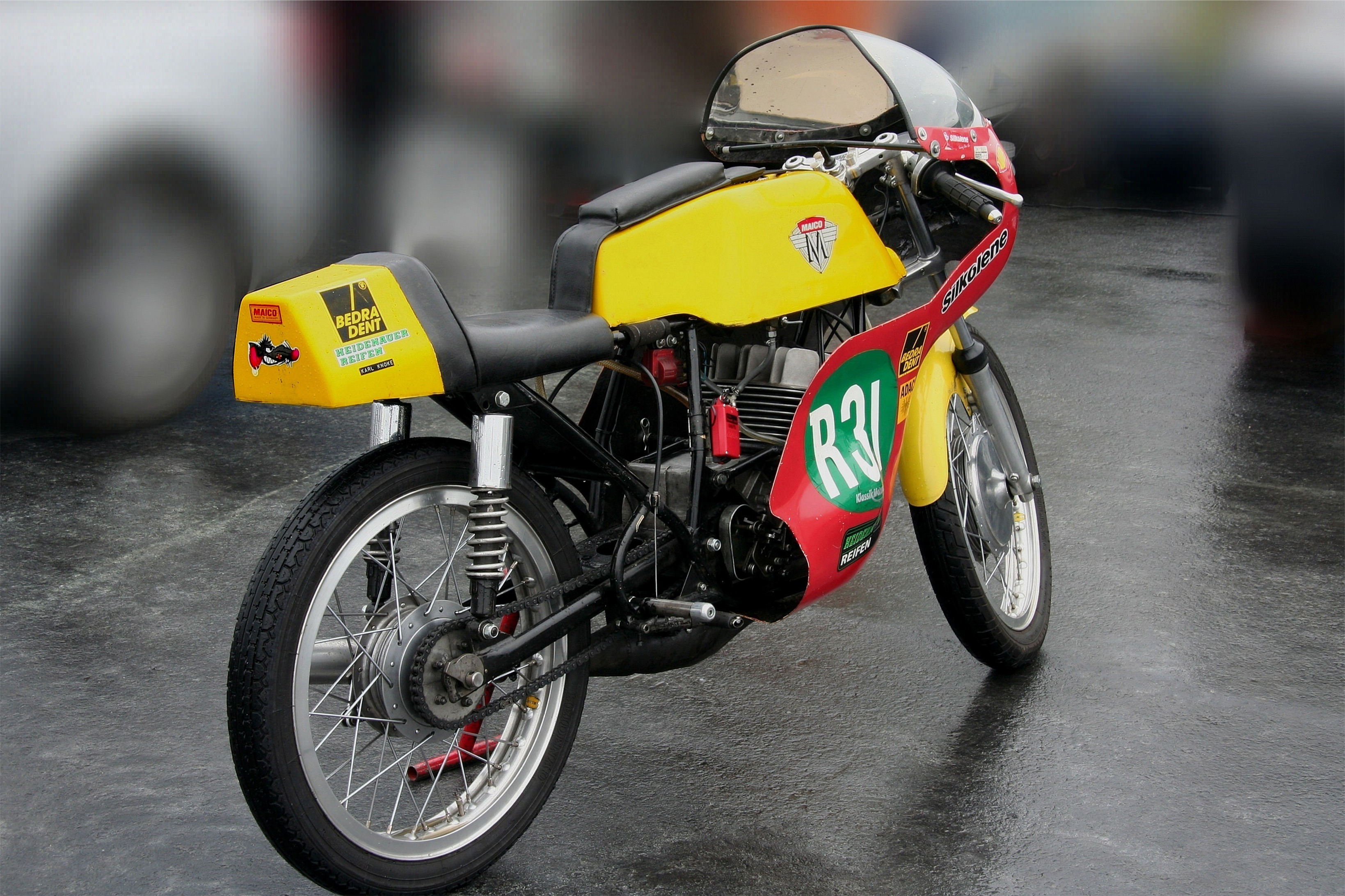
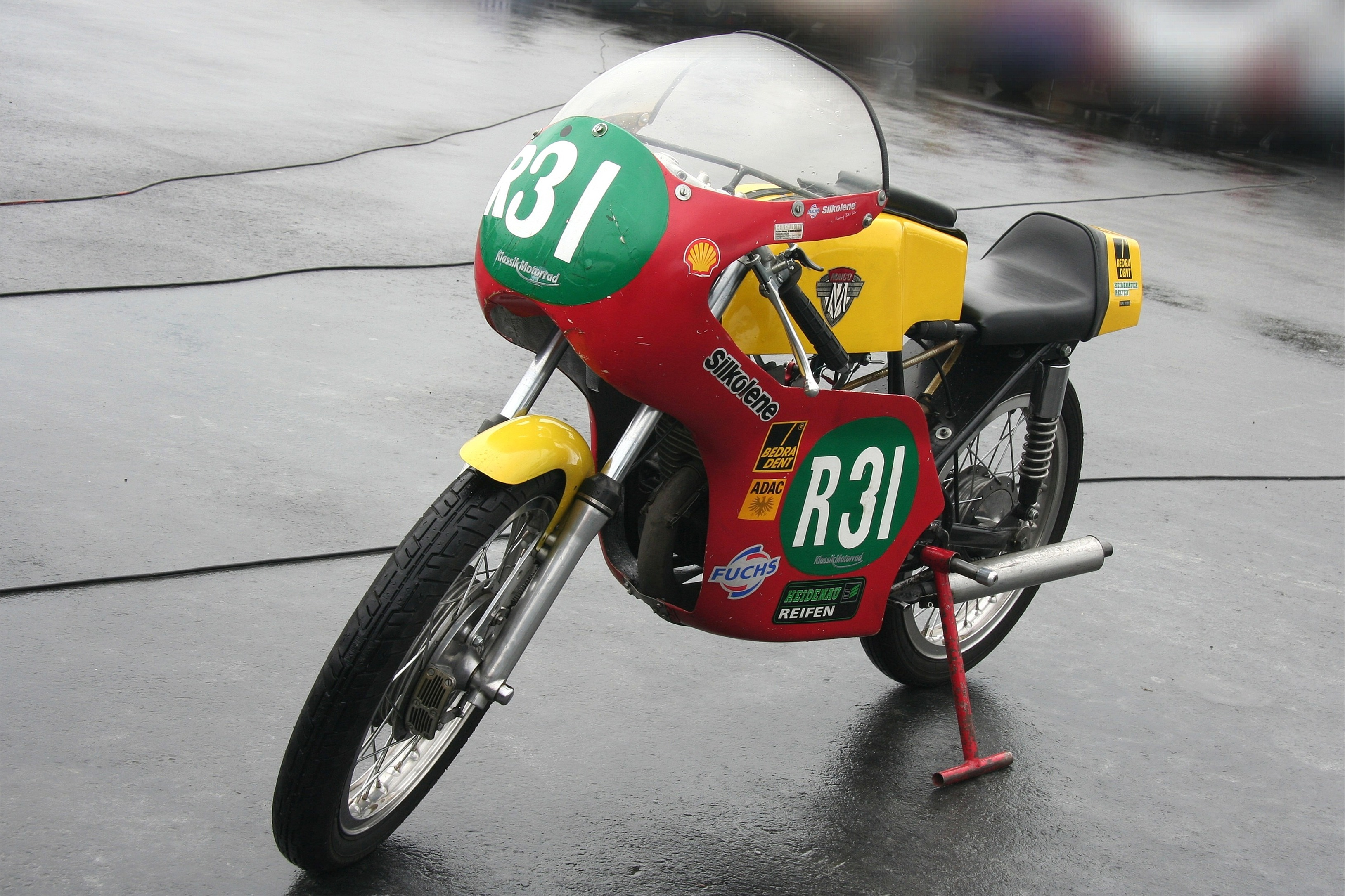

Die Entwicklung der Maico 125 RS geht auf das Serienmodell MD 125 SS zurück, das schon 1965 vorgestellt und 1968 in das Maico-Verkaufsprogramm aufgenommen wurde. Der drehschiebergesteuerte Motor leistete 14,5 PS. Obwohl Firmenchef Otto Maisch nicht am Rennsport interessiert war, wurde unter Chefkonstrukteur Günther Schier ein Motoren-Umbausatz (Maico 125 RS 1) zur Leistungssteigerung entwickelt, der auch für Sportfahrer käuflich sein sollte. Erreicht wurde die höhere Leistung durch 30-mm-Bing-Vergaser und veränderte Drehschieber. 1968 war der Motor im Testlauf und überzeugte mit einer Leistung von 22 PS bei 10.000/min. Daraufhin wurde der Bau einer begrenzten Kleinserie eines kompletten Rennmotorrads beschlossen und ab November 1968 konnten Kunden die vollverkleidete Maico 125 RS 2 bestellen. Tank und Heckbürzel waren gelb, die Vollverkleidung rot lackiert. Der luftgekühlte Motor wurde in einen Doppelschleifen-Rohrrahmen eingebaut, der mit einer Ceriani-Teleskopgabel und Zweiarmschwinge abgefedert wurde. Schmale 18-Zoll-Bereifung (2.50 vorne und 2.75 hinten) sorgten für die Handlichkeit. Am Vorderrad hatte die Maschine eine 180-mm-Duplex-Trommelbremse, am Hinterrad eine 136-mm-Simplex-Bremse. 1970 wurde ein Sechsganggetriebe entwickelt und 1971 für die Werksmaschine ein überarbeiteter Rahmen (werksintern als „Flachrad“ bezeichnet) angeboten.
Die Maico war bei Privatfahrern weit verbreitet. Allein beim Fischereihafen-Rennen 1971 in Bremerhaven waren in dieser Hubraumklasse 48 Maicos am Start. Die Deutsche Motorrad-Straßenmeisterschaft, mitunter als „Maico-Cup“ bezeichnet, wurde in dieser Hubraumklasse von 1970 bis 1976 von Maico-Fahrern gewonnen. Für Werksfahrer wurde ein Motor mit Wasserkühlung (Thermosiphon) entwickelt, dem eine Leistung von 32 PS bei 12.000/min nachgesagt wurde. Dieter Braun wurde mit der Werksmaschine Vierter der Motorrad-Weltmeisterschaft 1971 in der Klasse bis 125 cm³ Hubraum. Börje Jansson wurde in dieser Saison noch vor Dieter Braun Dritter der Motorrad-Weltmeisterschaft und fuhr die Werks-Maico bis zur Saison 1973. Für Privatfahrer wurde das Rennmotorrad noch 1973/1974 angeboten. Peter Frohnmeyer fuhr die Maico 125 RS 2 noch bei der Motorrad-Weltmeisterschaft 1975 und Walter Koschine gewann noch 1976 die Deutsche Meisterschaft auf Maico.
1975 wurde mit der Maico 125 RS 3 ein Rennmotorrad mit wassergekühltem Motor, kontaktloser Zündanlage und 34-mm-Bing-Vergaser entwickelt, dessen Leistung mit 29 PS bei 12.200/min angegeben wurde; nur sieben Exemplare wurden fertiggestellt. Gegen die internationale Konkurrenz mit Zweizylinder-Zweitaktmotoren war die Maico 125 RS 3 chancenlos.